# 基托沃农村居民点
基托沃农村居民点（俄语：Китовское сельское поселение）是俄罗斯联邦伊万诺沃州舒亚区所属的一个农村居民点。其下辖有12个居民点，行政中心为基托沃。据2016年统计，该农村居民点的人口为3391人。